# Tidewater 250 1968
Tidewater 250 1968 var ett stockcarlopp ingående i Nascar Grand National Series (nuvarande Nascar Cup Series) som kördes 18 maj 1968 på den 0,4 mile (2,111 km) långa ovalbanan Langley Speedway i Hampton i Virginia. Totalt avverkades 100 miles (160,934 km) fördelat på 250 varv. Banunderlaget var asfalt.  
Loppet vanns av David Pearson i en Ford på tiden 1:25.58 körande för Holman Moody. Pearsons snitthastighet uppgick till 71,457 mph. Prispotten uppgick till 4 740 dollar, varav 1 000 dollar gick till segraren.

## Resultat
| Plc     | Nr | Förare           | Team/ bilägare       | Konstruktör | Start | Varv | Ledda varv |
| ------- | -- | ---------------- | -------------------- | ----------- | ----- | ---- | ---------- |
| 1       | 17 | David Pearson    | Holman Moody         | Ford        | 2     | 250  | 125        |
| 2       | 71 | Bobby Isaac      | K&K Insurance Racing | Dodge       | 3     | 250  | 0          |
| 3       | 3  | Buddy Baker      | Fox Racing           | Dodge       | 4     | 249  | 19         |
| 4       | 48 | James Hylton     | Hylton Engineering   | Dodge       | 8     | 246  | 0          |
| 5       | 5  | Pete Hamilton    | Rocky Hinton         | Ford        | 7     | 243  | 0          |
| 6       | 43 | Richard Petty    | Petty Enterprises    | Plymouth    | 1     | 242  | 106        |
| 7       | 55 | Tom Pistone      | Lyle Stelter         | Ford        | 5     | 239  | 0          |
| 8       | 10 | Elmo Langley     | Champion Racing      | Ford        | 10    | 239  | 0          |
| 9       | 20 | Clyde Lynn       | Negre Racing         | Mercury     | 9     | 238  | 0          |
| 10      | 06 | Neil Castles     | Neil Castles         | Plymouth    | 15    | 238  | 0          |
| 11      | 88 | Bobby Mausgrover | Buck Baker Racing    | Oldsmobile  | 17    | 230  | 0          |
| 12      | 34 | Wendell Scott    | Scott Racing         | Ford        | 18    | 229  | 0          |
| 13      | 95 | Frog Fagan       | Gray Racing          | Ford        | 14    | 212  | 0          |
| 14      | 25 | Jabe Thomas      | Robertson Racing     | Ford        | 20    | 175  | 0          |
| 15      | 09 | Roy Tyner        | Roy Tyner            | Chevrolet   | 19    | 175  | 0          |
| 16      | 4  | John Sears       | DeWitt Racing        | Ford        | 6     | 128  | 0          |
| 17      | 8  | Ed Negre         | Negre Racing         | Ford        | 11    | 76   | 0          |
| 18      | 01 | Paul Dean Holt   | Dennis Holt          | Ford        | 12    | 73   | 0          |
| 19      | 28 | Earl Brooks      | Brooks Racing        | Ford        | 16    | 4    | 0          |
| 20      | 19 | Henley Gray      | Gray Racing          | Ford        | 13    | 1    | 0          |
| Källor: |    |                  |                      |             |       |      |            |